# Ali Ahn
Ali Alozabeth Ahn es una actriz estadounidense, conocida por sus papeles en Raising Dion, Anya y The Diplomat.
En noviembre de 2022 se unió al reparto de la serie de Disney+ Agatha All Along.

## Filmografía

### Cine
| Año  | Título                                                       | Papel                | Notas        |
| ---- | ------------------------------------------------------------ | -------------------- | ------------ |
| 2006 | That Simple                                                  | Beth                 | Cortometraje |
| 2006 | Present: A Moment in the Future                              | Camarera #1          | Cortometraje |
| 2008 | Love                                                         | Novia enfadada       | Cortometraje |
| 2009 | In 'The Waiting Room'                                        | Beth                 | Cortometraje |
| 2010 | H.M.S.: White Coat                                           | Autum                | Película     |
| 2012 | Amor y letras                                                | Vanessa              | Película     |
| 2015 | Love Life                                                    | Plus_Sa_Change79     | Cortometraje |
| 2015 | The Girl in the Book                                         | Sadie                | Película     |
| 2017 | Enredos y mentiras                                           | Sandra               | Película     |
| 2017 | Lost Cat Corona                                              | Edie                 | Película     |
| 2017 | Gekijouban Shimajirou no wao!: Shimajirou to niji no oashisu | Mánager de Su-lizhen | Película     |
| 2018 | We Win                                                       | Jennifer             | Cortometraje |
| 2018 | Hammerhead                                                   | Robin                | Película     |
| 2019 | Lucky Grandma                                                | Lynn                 | Película     |
| 2019 | Upper                                                        | Peyton               | Cortometraje |
| 2019 | Anya                                                         | Libby                | Película     |
| 2020 | The Scottish Play                                            | Lauren               | Película     |
| 2021 | The Curse                                                    | Lily                 | Cortometraje |

### Televisión
| Año       | Título                            | Papel                 | Notas        |
| --------- | --------------------------------- | --------------------- | ------------ |
| 2010      | Ugly Betty                        | Fiona                 | 1 episodio   |
| 2010      | Law & Order: Special Victims Unit | Tess Chang            | 1 episodio   |
| 2011      | Louie                             | Wanda                 | 1 episodio   |
| 2013      | White Collar                      | Agente Watson         | 2 episodios  |
| 2013      | Zero Hour                         | Emily                 | 1 episodio   |
| 2013      | Blue Bloods                       | Ella Ryu              | 1 episodio   |
| 2014      | Black Box                         | Tinker                | 5 episodios  |
| 2015      | Nurse Jackie                      | Joven administradora  | 1 episodio   |
| 2015      | Odd Mom Out                       | Jillian               | 4 episodios  |
| 2015      | Benders                           | Angie                 | 1 episodio   |
| 2016-2018 | The Path                          | Nicole                | 26 episodios |
| 2016-2018 | Billions                          | Carly                 | 6 episodios  |
| 2017      | The Breaks                        | Josie Cho             | 8 episodios  |
| 2017      | Supernatural                      | Dagon                 | 3 episodios  |
| 2018      | Orange Is the New Black           | Agente Nguyen         | 3 episodios  |
| 2019-2020 | The Other Two                     | Jo                    | 3 episodios  |
| 2019-2022 | Raising Dion                      | Suzanne Wu            | 16 episodios |
| 2020      | Distanciamiento físico            | Anne-Marie            | 1 episodio   |
| 2020      | The Non-Essentials                | Chica del vecindario  | 1 episodio   |
| 2020      | Next                              | Sarina                | 7 episodios  |
| 2022      | Little Demon                      | Arabella/Lilith/Mabel | 4 episodios  |
| 2022      | La diplomática                    | Eidra Park            | 8 episodios  |
| 2024      | Agatha All Along                  | Alice Gulliver        | 6 episodios  |

### Videojuegos
| Año  | Título             | Papel           | Notas |
| ---- | ------------------ | --------------- | ----- |
| 2013 | Grand Theft Auto V | Población local | Voz   |